# Space Hunter
Space Hunter (スペースハンター?) è un videogioco d'azione pubblicato nel 1986 per Nintendo Entertainment System esclusivamente in Giappone.